# Oberamt Haigerloch
Das Oberamt Haigerloch war ein Verwaltungsbezirk im Süden des heutigen deutschen Bundeslandes Baden-Württemberg. Das hohenzollerische Oberamt gehörte von 1806 bis 1850 zu Hohenzollern-Sigmaringen, anschließend bis zu seiner Auflösung im Jahr 1925 als Teil der Hohenzollernschen Lande zu Preußen.

## Geschichte
Anfang des 19. Jahrhunderts setzte sich das fürstliche Oberamt Haigerloch aus den früheren Herrschaften Haigerloch und Wehrstein zusammen. Beide Gebiete waren schon vor den Umwälzungen der napoleonischen Zeit im Besitz des Hauses Hohenzollern, unterschieden sich aber in ihrem rechtlichen Status: Haigerloch, zeitweise Sitz einer eigenen Linie, war zollerisches Allod, Wehrstein hingegen stand bis 1806 unter österreichischer Lehns- und Landeshoheit. 1854 wurde der Bezirk um die Orte des aufgelösten Oberamts Glatt vergrößert. Durch das Gesetz zur Vereinfachung der Verwaltung der Hohenzollernschen Lande vom 7. Oktober 1925 wurden die Oberämter Haigerloch und Hechingen zum Landkreis Hechingen vereinigt.

## Zugehörige Orte
Im Jahr 1806 gehörten zum Oberamt die Stadt Haigerloch und die Dörfer Bietenhausen, Bittelbronn, Gruol, Hart, Heiligenzimmern, Höfendorf, Imnau, Stetten, Trillfingen, Weildorf, Betra, Empfingen und Fischingen. (Die drei letztgenannten Orte bildeten die frühere Herrschaft Wehrstein.) 1838 wurden Betra und Fischingen zum Oberamt Glatt versetzt, kehrten aber 1854 nach dessen Auflösung zum Oberamt Haigerloch zurück, dem auch die übrigen Orte des Oberamts Glatt zugewiesen wurden: die Dörfer Dettensee, Dettingen, Dettlingen, Dießen und Glatt sowie die Domäne Neckarhausen.
Von 1854 bis zu seiner Auflösung umfasste das Oberamt somit folgende Gemeinden:
| Nr. | Gemeinde               | Fläche (ha) 1885 | Einwohner 1885 | Einwohner 1925 | heutige Gemeinde |
| --- | ---------------------- | ---------------- | -------------- | -------------- | ---------------- |
| 1   | Haigerloch, Stadt      | 570              | 1217           | 1280           | Haigerloch       |
| 2   | Betra                  | 808              | 868            | 792            | Horb am Neckar   |
| 3   | Bietenhausen           | 180              | 261            | 280            | Rangendingen     |
| 4   | Bittelbronn            | 613              | 421            | 440            | Haigerloch       |
| 5   | Dettensee              | 294              | 363            | 329            | Horb am Neckar   |
| 6   | Dettingen              | 1036             | 901            | 906            | Horb am Neckar   |
| 7   | Dettlingen             | 435              | 278            | 251            | Horb am Neckar   |
| 8   | Dießen                 | 871              | 520            | 487            | Horb am Neckar   |
| 9   | Empfingen              | 1320             | 1511           | 1496           | Empfingen        |
| 10  | Fischingen             | 396              | 457            | 539            | Sulz am Neckar   |
| 11  | Glatt                  | 728              | 422            | 398            | Sulz am Neckar   |
| 12  | Gruol                  | 1723             | 1084           | 1009           | Haigerloch       |
| 13  | Hart                   | 534              | 407            | 409            | Haigerloch       |
| 14  | Heiligenzimmern        | 696              | 466            | 491            | Rosenfeld        |
| 15  | Höfendorf              | 384              | 323            | 307            | Rangendingen     |
| 16  | Imnau                  | 570              | 524            | 532            | Haigerloch       |
| 17  | Stetten bei Haigerloch | 678              | 572            | 611            | Haigerloch       |
| 18  | Trillfingen            | 1004             | 934            | 853            | Haigerloch       |
| 19  | Weildorf               | 734              | 519            | 457            | Haigerloch       |

## Amtsvorsteher
- 1802–1820: Karl von Schütz
- 1821–1833: Gottlieb Schwarzmann
- 1833–1834: Josef Schmutz (als Amtsverweser)
- 1834–1845: Carl von Sallwürk
- 1845–1849: Eduard Clavel
- 1850–1851: Konrad Harz
- 1852−1852: Johann Baptist Rehmann (als Verwalter)
- 1852–1854: Benedikt Stehle
- 1854–1891: Sebastian Emele
- 1891–1902: Karl Sauerland
- 1902–1914: Heinrich von Schulz
- 1914−1914: Alfred Grospietsch (ab 1914 wurde das Oberamt Haigerloch von Hechingen aus mitverwaltet)